# 锡登伦拉庞县
锡登伦拉庞县（印尼语：Kabupaten Sidenreng Rappang）是印度尼西亚南苏拉威西省的一个县，位于南半岛内陆，西邻巴里巴里市，成立于1960年2月18日。县治位于锡登伦。地区的原住民为布吉人，有许多清真寺。

## 历史
锡登伦拉庞县源自两个王国：锡登伦王国（印尼语：Kerajan Sidenreng）和拉庞王国（印尼语：Kerajaan Rappang），拉庞位于北部，锡登伦位于南部，他们间的边界难以查找。他们使用相同的语言，方言稍有不同。
2008年10月29日，锡登伦拉庞县举行首次县摄政直选。

### 锡登伦的传说
Sangalla是塔纳托拉查地区的一个国王，他的九个儿子是La Maddarammeng、La Wewanriru、La Togellipu、La Pasampoi、La Pakolongi、La Pababbari、La Panaungi、La Mampasessu和La Mappatunru。大儿子La Maddaremmeng恐吓他的八个弟弟，并夺取了他姐姐们的皇家领土。
姐姐们不堪忍受并离开塔纳托拉查。在旅途中，她们饥渴难耐，前往难以到达的密林中一个湖泊边的水坑里寻找水。她们手牵手穿过茂密的丛林，到那之后，她们畅饮、休息、并在水中沐浴，然后讨论他们的命运。最终，他们决定留在这个湖边，她们在此开始了新的生活，饲养牲畜、耕种作物以及钓鱼。此后这个地方就被称为锡登伦，锡登伦之名来自单词Sirenreng - renreng，意为手牵着手，因为当初她们就是这样到达湖边。湖泊被叫做锡登伦湖，后来这里形成了锡登伦王国（印尼语：Kerajan Sidenreng）

## 地理
锡登伦拉庞县海拔10 - 1,500米，各处地形不一，地形约879.85平方公里（占46.72％），丘陵区面积290.17平方公里（占15.43％），山区面积712.81平方公里（占37.85％）。

### 行政区划
锡登伦拉庞县下分11个区（Kecamatan）：
| 区               | 人口 2010普查 |
| ---------------- | ------------- |
| Panca Lautang    | 17,241        |
| Tellulimpoe      | 22,728        |
| Watang Pulu      | 30,128        |
| Baranti          | 28,068        |
| Panca Rijang     | 27,086        |
| Kulo             | 11,345        |
| Maritengngae     | 46,139        |
| Watang Sidenreng | 17,051        |
| Pitu Riawa       | 24,980        |
| Duapitue         | 27,272        |
| Pitu Riase       | 19,873        |

## 经济
锡登伦拉庞县是南苏拉威西省的一个稻米中心。
工业以小规模产业为主，有食品、饮料、服装、家居用品、金属工业等。

## 资料来源
1. ↑  Biro Pusat Statistik, Jakarta, 2011.